# Inspiration
Inspiration (av latin inspiro, inblåsa, väcka liv i), ett stimuli som sätter igång mental verksamhet. I talspråk har ordet felaktigt kommit att betyda motivation eller kreativitet (särskilt sådan som direkt är påverkad av någonting). Historiskt har ordet används av kristna för att beskriva en ingivelse från Gud. Den traditionella uppfattningen bland kristna är till exempel att Bibeln författats genom gudomlig inspiration (given av den helige ande).
Alltifrån 1600-talet finns det olika inspirationsteorier. Till dessa hör verbalinspirationsläran, enligt vilken varje ord är gudaingivet, d. v. s. att också den yttre språkdräkten har gudomlig auktoritet (jämför biblicism). 